# Send Me an Angel
Send Me an Angel est une ballade du groupe allemand de hard rock Scorpions, présente sur l'album de 1990 Crazy World. Avec la célèbre chanson Wind of Change, Send Me an Angel participe grandement au succès de l'album. C'est l'une des ballades les plus célèbres du groupe.
La chanson connaît un grand succès à travers l'Europe, se classant entre autres 5e dans les charts en Allemagne, 8e en France et 27e au Royaume-Uni. Aux États-Unis, elle atteint la 44e place du Billboard Hot 100 et la 8e place du Mainstream Rock Chart.
Elle apparaît sur la plupart des best-of du groupe post-1990.

## Autres versions
Une version orchestrale de la chanson avec l'orchestre philharmonique de Berlin est réalisée pour l'album Moment of Glory. Le chanteur italien Zucchero chante comme invité sur cette version.
Une version acoustique est également réalisée pour l'album acoustique de 2001 Acoustica.
Le groupe Custard la reprend en 2001 sur l'album A Tribute to the Scorpions.
Le groupe américain Highly Suspect la reprend en 2016 sur son album The boy who died wolf.

## Charts
German Top 100 (Allemagne), France Top 50 (France), UK single charts (Royaume-Uni), Billboard (États-Unis), Mainstream Rock Chart (États-Unis) :
| Année | Position       | Position      | Position         | Position          | Position              | Position |
| Année | German Top 100 | France Top 50 | UK Singles Chart | Billboard Hot 100 | Mainstream Rock Chart |          |
| ----- | -------------- | ------------- | ---------------- | ----------------- | --------------------- | -------- |
| 1991  | 5              | 8             | 27               | 44                | 8                     |          |